# Clivo Publício
Clivo Publício ou Aclive Publício (em latim: Clivus Publicius) era uma da Roma Antiga localizada na XIII Região - Aventino, a primeira que levava ao alto do quarteirão plebeu do Aventino capaz de suportar o tráfego de carroças. Corresponde à moderna Clivo dos Publícios (Clivo dei Publicii).

## História
A rua foi aberta entre 241 e 238 a.C. pelos edis plebeus Lúcio e Marco Publício Maleolo com recursos obtidos de multas aplicadas aos cidadãos que se apropriaram indevida de terras públicas.
Ela partia do Fórum Boário, nas imediações da Porta Trigêmina e da lateral ocidental do Circo Máximo e continuava ao longo da moderna Via di Santa Prisca até terminar no Vico das Piscinas Públicas (em latim: Vicus Piscinae Publicae). Desta rua partia uma outra rua muito antiga, o Vico Armilústrio (Vicus Armilustri), a moderna Via di Santa Sabina, que seguia até a Porta Lavernal da Muralha Serviana.
Nesta rua estava o Templo de Diana. A região por onde passava o Clivo Publício foi fortemente impactada pelo incêndio de 203 a.C..